# Голынский, Викентий Иванович
Викентий Иванович Голынский (Wincenty Michał Hołyński; 1770 — 1831) — полковник российской императорской армии, тайный советник, могилёвский губернский предводитель дворянства (1808—1814). Владелец имения Кричев Чериковского уезда.

## Биография
Представитель старинного литовского дворянского рода Голынских. Сын шляхтича Яна (Осиповича) Голынского. Получил домашнее воспитание. В 1787 году окончил с отличием Мстиславльскую иезуитскую коллегию. Продолжил обучение в университете Лейпцига. Свободно изъяснялся на польском, русском, французском, немецком языках.
Начал службу в 1791 году в чине капитан-поручика лейб-гвардии Преображенского полка. Участвовал в русско-турецкой войне 1787—1791 годов. За проявленную отвагу при штурме Измаила 11 декабря 1790 года был награждён орденом Святого Георгия 4 степени.
О том, как юноша Голынский стал обладателем 12000 душ в Могилёвской губернии, управитель князя Зубова рассказывал следующее. Однажды Екатерина II пообещала Зубову (своему тогдашнему фавориту) огромное имение в новоприсоединенной Белоруссии, но потом вспомнила, что уже подарила его Потёмкину. Чтобы исправить упущение, за обедом она сказала Потёмкину:

«Продай мне твое могилевское имение!». Потемкин, покраснев до ушей, быстро оглянувшись, отвечал, что исполнить желание её величества не может, так как имение вчера продано — «вот ему!» — и он указал на стоящего за его креслами молодого камер-юнкера Голынского. Императрица, сильно смутившаяся, догадываясь, что Потемкин проник её намерение, спросила Голынского с замешательством: «Как же это ты купил имение у светлейшего?» Потемкин, упреждая ответ, метнул мнимому покупщику выразительный взгляд, и догадливый Голынский глубоким поклоном подтвердил выдумку князя Таврического.
Чтобы не быть уличённым во лжи, Потёмкин вынужден был продать имение Голынскому, которому выдал для этой покупки 50 000 ассигнациями из сохранной казны, где это имение было тут же и заложено. «Таким образом 18-летний юноша, еще накануне небогатый, незначительный дворянин сделался одним из первейших богачей-помещиков единственно благодаря обоюдной ненависти князя Потёмкина и Зубова».
В 1810 году за Голынским числилось 11300 десятин земли, 46 дворов, 838 душ крепостных. В 1824 году за Викентием Голынским числилось 1186 крепостных душ в Климовичском и Чериковском уездах.
С 1802 года — предводитель дворянства Чериковского уезда Могилёвской губернии. В 1808—1814 годах — маршал (предводитель дворянства) Могилёвской губернии. В 1810 году был переименован из полковников в статские советники.
Участник конфедерации могилевской шляхты (июль 1812). С августа по ноябрь 1812 года — председатель Могилевской гражданско-военной комиссии. Его усилиями набиралось 30-тысячное ополчение Могилёвской губернии в помощь армии Наполеона. В 1814 году — чиновник особых поручений Министерства полиции Российской империи. С 1820 года в чине действительного статского советника состоял по особым поручениям  по Министерству внутренних дел. С 1827 года и до смерти — присутствующий в совете министра внутренних дел в чине тайного советника.
Член Общества поощрения художников в 1820—1831 годах. Член Вольного общества любителей российской словесности с декабря 1821 года. В 1825—1831 годах — председатель 5-го отделения (имеющего попечение о сохранении здоровья человеческого и всяких домашних животных) Вольного экономического общества.

## Сочинения
В 1800 году опубликовал в Риге книгу о своём путешествии по Германии и Италии («Relation de voyage en Allemagne et en Italie»). Автор поэмы «Великий Ян Собеский» (1806). В 1820 году издал «Всеобщую географию» в двух частях и нескольких работ по сельскохозяйственным вопросам.

## Семья
Жена (с 02 июля 1806 года) — Любовь Ивановна Гончарова (05.07.1794—24.02.1822), внучка калужского купца Афанасия Гончарова и дочь подполковника Ивана Афанасьевича Гончарова (1746—1802). Умерла от родильной горячки, похоронена в церкви Сошествия Святого духа в Александро-Невской лавре. В браке имела восемь детей, из них:
- Ольга (1808— ?), будучи девицей разъезжала в поисках приключений по Европе и возвратилась на родину из Париже под вымышленным именем в сопровождении некого французского маркиза, совершенно пренебрегая мнением света, а главное своим нареченным господином Погодиным[12], осыпавшим её деньгами и подарками. 11 октября 1836 года в Москве вышла замуж за Франсуа Лёве-Веймара[фр.] (1801—1854), литератора, историка и дипломата[13]. По поводу этого брака О. Павлищева писала: «Уверяют, будто Голынская дура, а я так считаю, что она очень даже умна: ей 34 года, собой нехороша и, и в общем не так уж богата, и будучи трижды в своей жизни помолвленной, выйти замуж за Леве-Веймара — право же, это совсем не глупо»[14].
- Эмма (Любовь) (1812—1868), с 1830 года замужем за польским графом Иосифом Михайловичем Борхом (1807—1881). По словам современницы, мадам Борх была очень хороша собой и весьма соблазнительная, у неё были красивые, ярко-синие глаза, небольшой рост, маленькие перелетные ножки и самодовольный вид[15]. Была в большой моде при дворе и пользовалась расположением императора Николая I[16].
- Стефан (Александр-Николай) (1815—1878);
- Александр (Ян-Иоахим) (1816—1893);
- Варвара (20.01.1818[17]— ?), выпускница Екатерининского института, замужем (с 05.11.1841, Париж) за графом Шарлем Марио Оливье де Шаппделен (1840).
- Софья (23.12.1820[18]— ?)
- Надежда (02.02.1822[10]— ?)